# Spondias
Spondias L. è un genere di alberi della famiglia delle Anacardiacee, native del Continente americano, del Madagascar e dell'Asia tropicale.
Sono comunemente chiamate prugne (ciruelas nei paesi di lingua spagnola e plums in quelli di lingua inglese), ma non sono geneticamente vicine al genere Prunus. Il nome vernacolare corretto con cui indicare i frutti appartenenti a questo genere è mombino.

## Tassonomia
Il genere comprende le seguenti specie:
- Spondias admirabilis J.D.Mitch. & Daly
- Spondias bahiensis P.Carvalho, Van den Berg & M.Machado
- Spondias bipinnata Airy Shaw & Forman
- Spondias dulcis Parkinson – ambarella, iuplone, mombino di Tahiti
- Spondias expeditionaria J.D.Mitch. & Daly
- Spondias globosa J.D.Mitch. & Daly
- Spondias macrocarpa Engl.
- Spondias malayana Kosterm.
- Spondias mombin L. - cagià, giobo, tapiriba, mombino giallo
- Spondias novoguineensis Kosterm.
- Spondias pinnata (L. f.) Kurz
- Spondias purpurea L. – giocote, giobello, mombino rosso
- Spondias radlkoferi Donn.Sm.
- Spondias tefyi J.D.Mitch., Daly & Randrian.
- Spondias testudinis J.D. Mitch. & D.C. Daly
- Spondias tuberosa Arruda – umbu, umbù, imbu, mombino del Brasile
- Spondias venulosa (Engl.) Engl.
- Spondias xerophila Kosterm.